# Oberhausen (powiat Neuburg-Schrobenhausen)
Oberhausen – miejscowość i gmina w Niemczech, w kraju związkowym Bawaria, w rejencji Górna Bawaria, w regionie Ingolstadt, w powiecie Neuburg-Schrobenhausen. Leży około 10 km na północny wschód od miasta Neuburg an der Donau, nad rzeką Dunaj, przy drodze B16 i linii kolejowej Ingolstadt – Donauwörth.

## Dzielnice
W skład gminy wchodzą następujące dzielnice: Oberhausen, Sinning, Unterhausen, Unterhauser Forst i Kreut.

## Demografia
| Rok  | Liczba mieszk. |
| ---- | -------------- |
| 1970 | 1 991          |
| 1987 | 1 800          |
| 2000 | 2 363          |
| 2005 | 2 592          |

### Struktura wiekowa
Dane o ludności z 31 grudnia 2008:
| Opis                                | Ogółem | Ogółem | Kobiety | Kobiety | Mężczyźni | Mężczyźni |
| ----------------------------------- | ------ | ------ | ------- | ------- | --------- | --------- |
| Jednostka                           | osób   | %      | osób    | %       | osób      | %         |
| Populacja                           | 2586   | 100    | 1294    | 50,04   | 1292      | 49,96     |
| Wiek przedprodukcyjny (0–17 lat)    | 539    | 20,84  | 285     | 11,02   | 254       | 9,82      |
| Wiek produkcyjny (18–65 lat)        | 1660   | 64,19  | 797     | 30,82   | 863       | 33,37     |
| Wiek poprodukcyjny (powyżej 65 lat) | 387    | 14,97  | 212     | 8,2     | 175       | 6,77      |

## Polityka
Wójtem gminy jest Fridolin Gößl z CSU, rada gminy składa się z 14 osób.
|      | CSU | SPD | FWGS | FWGOU | BLOUS | Razem |
| 2008 | 4   | 3   | 3    | 3     | 1     | 14    |
| 2002 | 5   | 4   | 2    | 2     | 1     | 14    |